# Spiritism
Spiritismul este o doctrină filosofică creștină apărută în Franța la mijlocul sec. al XIX-lea, aparținând pedagogului Denizard Rivail, sub pseudonimul Allan Kardec.Termenul a fost atribuit ca distinctiv doctrinei pe care urma să o publice, dar datorită faptului că derivă dintr-un cuvânt din limbajul comun a fost repede încorporat în uzul normal și este folosit pentru a numi și alte doctrine.
Spiritismul este o concepție potrivit căreia spiritele sau sufletele morților supraviețuiesc iar cei vii pot comunica cu ele prin diverse procedee. Spiritismul este o credință lipsită de orice acoperire reală, în existența unor spirite detașate de corpul celor care au murit. Când nu este șarlatanie deliberată, siustemul de mișcări ale obiectelor pe care își aplică mâinile cei cuprinși de transă nu reprezintă altceva, după  cum au dovedit-o experimentele, decât efecte ale pulsiunilor ideomotorii, adecvate imaginilor mintale.
În 1855 Denizard Rivail a început să cerceteze un fenomen relativ cunoscut în acea vreme – "mesele care se rotesc" sau "mesele care vorbesc": e vorba de mese și obiecte în general care păreau a se umple cu o stranie vitalitate. După doi ani dedicați investigării, nu a considerat că fraudele evidente pe care le-a întâlnit pe parcurs sunt motive suficiente pentru a concluziona că toate acele fenomene sunt erori sau șarlatanii. Convins personal de realitatea existenței fenomenului și de posibilitatea ca acesta să fie provocat de suflete ale morților, Rivail a mai făcut un pas: în loc de a se dedica "dovedirii științifice" a existenței acestor fenomene, Kardec și-a mutat atenția asupra posibilității, pe care o considera reală, existenței unei explicații de natură spirituală sau mediumnică, cu beneficii pentru umanitate.
Natura sa puternic umanistă, formată în anii de studenție și de susținere a pedagogului elvețian Pestalozzi, discipol al lui Rousseau, l-a împiedicat să se limiteze la o simplă cercetare naturalistă. Necesitatea susținerii spiritualității omenești în timpuri caracterizate de o puternică expansiune a științei și de un declin al religiei l-a motivat pe Kardec să imagineze o noua formă de a privi realitatea, care punea laolaltă știința aflată în ascensiune și religia în declin, mediate de raționalitatea filosofică. Astfel, Kardec a folosit empirismul științific pentru a cerceta fenomenul, raționalitatea filosofică pentru a discuta cu ce părea a fi suflete și a analiza ce comunicau, și a căutat o cale de a extrage din aceste dialoguri concluzii de natură socială și etică, folositoare pentru om. Astfel a pus bazele spiritismului, sistematizat în prima versiune a Cartea Spiritelor, apărută în 18 aprilie 1857.
Cele două caracteristici principale ale mișcării spiritiste sunt:
- propunerea de a asigura accesul la cunoaștere pentru toți oamenii (cf. Comenius), în locul ermetismului care înconjura cunoașterea științifică și filosofică la acea vreme;
- convingerea că relația dintre om și spiritual nu are nevoie de mediere instituționalizată; o spiritualitate naturala (cf. Rousseau) este de ajuns și mai potrivită pentru om.

O parte a intelectualității din Europa și Statele Unite a îmbrățișat spiritismul ca explicație logică a realității, incluzând teme legate de transcendență, ca Dumnezeu și viața de apoi. Au fost înființate mii de societăți spiritiste în ambele continente, iar ideile spiritiste au fost răspândite în așa măsură încât în unele țări au apărut voci care susțineau includerea spiritismului în programa școlară. Cu toate acestea, o dată cu ascensiunea regimurilor totalitare în prima jumătate a secolului al XX-lea, în Europa a avut loc o puternică opresiune a spiritismului, ca și a altor mișcări filosofice și politice.
În America de Sud, totuși, activitatea câtorva propovăduitori a reușit să se constituie într-o fundație solidă, deși spiritismul a devenit aici mai mult o doctrină religioasă și mistică. Această transformare a fost mai puternică în Brazilia, unde mai mult de 4 milioane de oameni se declară "spiritiști Kardeciști" (conform ultimului recensământ al Instituto Brasileiro de Geografia e Estatistica), ceea ce face din Brazilia cea mai mare țară spiritistă din lume. Spiritismul a influențat în Brazilia sincretisme ca Umbanda, Raționalismul creștin, União do Vegetal și Valea Răsăritului (Vale do Amanhecer).